# Fix You
Fix You – ballada rockowa brytyjskiego zespołu Coldplay, pochodząca z ich albumu X&Y, wydanego w 2005 roku. Została wydana jako drugi singel z tej płyty w poszczególnych krajach. W Wielkiej Brytanii singel został wydany 5 września 2005 roku, stwarzając konkurencję piosence „The Importance of Being Idle” (wydanej kilkanaście dni wcześniej), innego rockowego zespołu, Oasis, na liście UK Singles Chart.
Chris Martin skomponował ją dla swojej żony Gwyneth Paltrow, by pocieszyć ją po stracie ojca.

## Cele dobroczynne
14 września 2005 roku, Fix You EP zostało zamieszczone w sklepie internetowym iTunes Store. Wszystkie zyski z jej sprzedaży zostały przekazane Amerykańskiemu Czerwonemu Krzyżowi oraz organizacji MusiCares Hurricane Relief Fund (NARAS). Piosenka została również wykonana na koncercie „Shelter from the Storm”.
Singel w niektórych regionach został wydany ze specjalnym systemem ochronnym „Copy Control”, zabezpieczającym przed kopiowaniem.

## Lista utworów
1. „Fix You”
2. „The World Turned Upside Down”
3. „Pour Me” (na żywo w Hollywood Bowl)
4. „Fix You” (wideo)

## Certyfikaty i sprzedaż
| Kraj                     | Certyfikat         | Sprzedaż   |
| ------------------------ | ------------------ | ---------- |
| Australia (ARIA)         | platynowa płyta    | 70 000+    |
| Dania (IFPI Danmark)     | 2x platynowa płyta | 180 000+   |
| Hiszpania (Promusicae)   | 2x platynowa płyta | 120 000+   |
| Nowa Zelandia (RMNZ)     | złota płyta        | 7 500+     |
| Portugalia (AFP)         | 3x platynowa płyta | 60 000+    |
| Stany Zjednoczone (RIAA) | 3x platynowa płyta | 3 000 000+ |
| Wielka Brytania (BPI)    | 3x platynowa płyta | 1 800 000+ |
| Włochy (FIMI)            | 3x platynowa płyta | 300 000+   |